# Myrmeleon (Myrmeleon) noacki
Myrmeleon (Myrmeleon) noacki is een insect uit de familie van de mierenleeuwen (Myrmeleontidae), die tot de orde netvleugeligen (Neuroptera) behoort. 
Myrmeleon (Myrmeleon) noacki is voor het eerst wetenschappelijk beschreven door Ohm in 1965.